# Scaptomyza australis
Scaptomyza australis är en tvåvingeart som beskrevs av John Russell Malloch 1923. Scaptomyza australis ingår i släktet Scaptomyza och familjen daggflugor.